# قلعة بالا سيان
قلعة بالا سيان هي قرية في مقاطعة أصفهان، إيران. يقدر عدد سكانها بـ 388 نسمة بحسب إحصاء 2016.